# Road to Forever
Road to Forever je drugi studijski album Dona Felderja, ki je izšel 8. oktobra 2012. Felder je album ustvaril iz bolečine zaradi ločitve leta 2000 in odpustitve iz skupine Eagles leta 2001.
Pri snemanju albuma so sodelovali številni znani glasbeniki kot so Randy Jackson, Crosby, Stills and Nash, Steve Lukather, David Paich in Steve Porcaro iz skupine Toto in Tommy Shaw iz skupine Styx. Album sta producirala Felder in Robin DiMaggio.
17. decembra 2013 je bil album ponovno izdan kot Road To Forever - Extended Edition na iTunes Store in Amazon MP3 Store. Dve od štirih bonus skladb (»Can't Stop Now« in »Southern Bound«) sta bili že izšli na japonski verziji albuma. »Sensuality« je bila na voljo na iTunes Store, »She Runs Free« pa na Amazon MP3 Store. »Give My Life«, zadnja skladba na albumu, je ostala zadnja skladba tudi na podaljšani verziji.
Single »You Don't Have Me« se je povzpela na vrh lestvice Classic Rock Radio chart in na vrhu ostala 11 tednov, single »Wash Away« pa je dosegel 4. mesto.

## Sprejem
Francoska izdaja revije Rolling Stone je dejala, da je ta album »eden tistih brezčasnih albumov, za vožnjo po avtocestah, za katere radi vemo, da še obstajajo.« Na portalu Musicradar.com so o njem zapisali: »Vse skladbe z albuma so iskrene in neposredne, privlačna glasbena avtobiografija. Felderjevo igranje kitare pa je takšno kot vedno.« Portal Premier Guitar je zapisal: »Felder je nazaj s svojimi prepoznavnimi kitarskimi zbori in riffi.«

## Seznam skladb
| Št.             | Naslov                        | Pisec                                              | Dolžina |
| --------------- | ----------------------------- | -------------------------------------------------- | ------- |
| 1.              | „Fall From the Grace of Love‟ | Don Felder                                         | 3:47    |
| 2.              | „Girls in Black‟              | Felder, Frank Simes                                | 3:39    |
| 3.              | „Wash Away‟                   | Matt Bissonette, Timothy Drury, Felder, Tommy Shaw | 4:18    |
| 4.              | „I Believe in You‟            | T. Drury, Felder                                   | 3:58    |
| 5.              | „You Don't Have Me‟           | T. Drury, Felder                                   | 3:47    |
| 6.              | „Money‟                       | T. Drury, Felder                                   | 4:11    |
| 7.              | „Someday‟                     | Derek Drury, T. Drury, Felder, Simon Wilcox        | 4:13    |
| 8.              | „Heal Me‟                     | Felder, Shaw                                       | 7:23    |
| 9.              | „Over You‟                    | T. Drury, Felder                                   | 4:09    |
| 10.             | „Road to Forever‟             | Felder                                             | 4:59    |
| 11.             | „Life's Lullaby‟              | T. Drury, Felder                                   | 4:21    |
| 12.             | „Can't Stop Now‟ (bonus)      | T. Drury, Felder                                   | 4:25    |
| 13.             | „Southern Bound‟ (bonus)      | Felder                                             | 3:57    |
| 14.             | „She Runs Free‟ (bonus)       | T. Drury, Felder                                   | 4:01    |
| 15.             | „Sensuality‟ (bonus)          | Robin DiMaggio, Felder                             | 3:47    |
| 16.             | „Give My Life‟                | Dillon Dixon, Felder                               | 4:04    |
| Skupna dolžina: | Skupna dolžina:               | Skupna dolžina:                                    | 66:25   |

## Osebje

### Glasbeniki
- Don Felder – kitare, vokali
- David Crosby, Stephen Stills & Graham Nash – spremljevalni vokali (1)
- Leah Felder – spremljevalni vokal (10)
- Randy Jackson – bas (7)
- Timothy Drury – klavir, klaviature, godalni aranžmaji, spremljevalni vokal
- David Paich – klavir, Hammond, Rhodes
- Tommy Shaw – spremljevalni vokal (3, 8)
- Steve Porcaro – klaviature
- Lenny Castro – tolkala
- Michael Finnigan – Hammond B3
- Steve Lukather – kitara (10)
- Charlotte Gibson – spremljevalni vokal
- Michael Bearden – klaviature
- Bahkiti Kumalo – bas (8), spremljevalni vokal (8)
- Vincent Nguini – kitara (8), spremljevalni vokal (8)
- Sean Holt – spremljevalni vokal (6, 8)
- Chris Chaney – bas
- Leland Sklar – bas
- Alex Allesandroni – klaviature
- Greg Leisz – pedal steel
- Shane August – spremljevalni vokal (6, 10)
- Robin DiMaggio – bobni, klavir, programiranje, tolkala

### Produkcija
- Producenta: Don Felder in Robin DiMaggio
- Inženir, miks: Ed Cherney
- Dodatni inženir: Steven Miller
- Snemalna inženirja: Mark Needham in Mikal Blue
- Drugi inženir: Will Briere
- Menedžment: Red Light Management, Charlie Brusco
- Fotografija: Michael Helms, Myriam Santos
- Oblikovanje in umetniški direktor: Brian Porizek